# Bogusław Bednarek
Bogusław Bednarek (ur. 28 września 1950 w Makowie Podhalańskim, zm. 27 października 2020 we Wrocławiu) – polski filolog, wykładowca Uniwersytetu Wrocławskiego. 
Znany jako prowadzący Labiryntów kultury, wieloletniego cyklu telewizyjnych programów kulturalnych. Zajmował się kulturą średniowiecza (zwłaszcza eposami i sagami skandynawskimi) oraz literaturą baroku. Był miłośnikiem i znawcą Wyspy skarbów Roberta Louisa Stevensona.

## Życiorys
W 1968 ukończył liceum ogólnokształcące w Grodkowie, w 1973 studia na Uniwersytecie Wrocławskim pracą magisterską u prof. Władysława Floryana. W tym samym roku podjął pracę na macierzystej uczelni. W 1982 obronił pracę doktorską Teoria tekstu w tekstologii dzieł literackich. Analiza głównych problemów napisaną pod kierunkiem Władysława Floryana. W 2014 uzyskał stopień doktora habilitowanego na podstawie dorobku naukowego obejmującego studia nad kulturą i literaturą staropolską (ze szczególnym uwzględnieniem prac o Wielkim zwierciadle przykładów oraz prac o eposie europejskim).
Współtwórca i prowadzący programu telewizyjnego Labirynty kultury emitowanego w latach 1995–2008 na antenie TVP Wrocław, który kontynuował prowadzony przez Bednarka wcześniejszy, dobrze przyjęty minicykl (3 odcinki) W krainie demonów. 
Przez kilkanaście lat we wrocławskim Klubie Pod Kolumnami prowadził cykl spotkań pod nazwą Z podszeptu muz. W ramach obchodów stulecia niepodległości w 2018 roku prowadził także cykl spotkań 100ropolska scheda. Występował także na scenie wrocławskiego antykabaretu „Dobry wieczór we Wrocławiu”.

### Książki
- Epos europejski[10]
- Enuma Eliš, czyli opowieść babilońska o powstaniu świata. W kręgu Enuma Eliš - komentarze do oryginalnego wydania z 1925 roku[11]

### Publikacje
- Dziwne biblioteki, księgi i książki,
- Hiperteksty „Wyspy Skarbów” Stevensona,
- Kwalifikatory uczty,
- Literackie obrazy tortur,
- Mowy wygłaszane przy oddawaniu wieńca,
- O antologii edytorskiej,
- O profanacji ludzkich zwłok i grobów,
- O szkodliwości „Kaczki – dziwaczki”,
- Przyczynek do sympozjologii,
- W świecie staropolskich oracji weselnych,
- Węże, kolubryny, bazyliszki, kartany,
- Znaki brydżowe.[2]